# Phlugis caudata
Phlugis caudata är en insektsart som först beskrevs av Ludwig Redtenbacher 1891.  Phlugis caudata ingår i släktet Phlugis och familjen vårtbitare. Inga underarter finns listade i Catalogue of Life.